# Easton (Maine)
Easton ist eine Town im Aroostook County des Bundesstaates Maine in den Vereinigten Staaten. Im Jahr 2020 lebten dort 1320 Einwohner in 604 Haushalten auf einer Fläche von 100,8 km². Easton liegt direkt an der Grenze zu Kanada.

## Geographie
Nach dem United States Census Bureau hat Easton eine Gesamtfläche von 100,83 km², von der 100,26 km² Land sind und 0,57 km² aus Gewässern bestehen.

### Geographische Lage
Easton liegt im nordöstlichen Teil des Aroostook Countys an der Grenze zu Kanada. Im Nordwesten der Town liegt der Lake Josephine Im Nordwesten der Monson Pond weitere etwas kleinere Seen liegen im südlichen Teil der Town. Die Oberfläche des Gebietes ist eben, höchste Erhebung ist der 266 m hohe Kinney Hill. Mehrere Flüsse durchziehen die Town, der größte ist der Prestile Stream.

### Nachbargemeinden
Alle Entfernungen sind als Luftlinien zwischen den offiziellen Koordinaten der Orte aus der Volkszählung 2010 angegeben.
- Norden: Fort Fairfield, 6,1 km
- Osten: Andover, New Brunswick, Kanada, 10,2 km
- Süden: Mars Hill, 3,2 km
- Südwesten: Westfield, 14,5 km
- Westen: Presque Isle, 16,3 km

### Stadtgliederung
Auf dem Gebiet der Town Easton gibt es mehrere Siedlungsbereiche: Easton, Easton Center, Easton Station, Powers Corner und Sprague's Mill (ehemaliges Postamt).

### Klima
|                       | Jan   | Feb   | Mär  | Apr | Mai  | Jun  | Jul  | Aug  | Sep  | Okt  | Nov  | Dez   |   |      |
| Mittl. Tagesmax. (°C) | −5,8  | −4,2  | 1,7  | 9,1 | 17,7 | 22,8 | 25,3 | 24,2 | 19,2 | 12,2 | 4,1  | −3,3  | ⌀ | 10,3 |
| Mittl. Tagesmin. (°C) | −16,9 | −15,9 | −9,5 | −2  | 4,2  | 9,6  | 12,7 | 11,4 | 6,9  | 1,7  | −4,2 | −12,7 | ⌀ | −1,2 |
|                       |       |       |      |     |      |      |      |      |      |      |      |       |   |      |
| Niederschlag (mm)     | 59    | 52    | 56   | 62  | 77   | 89   | 99   | 92   | 86   | 86   | 80   | 67    | Σ | 905  |
|                       |       |       |      |     |      |      |      |      |      |      |      |       |   |      |
| Regentage (d)         | 11    | 9     | 9    | 10  | 12   | 13   | 13   | 12   | 11   | 12   | 12   | 11    | Σ | 135  |

| −16,9 |

| −15,9 |

| −9,5 |

| −2 |

| 4,2 |

| 9,6 |

| 12,7 |

| 11,4 |

| 6,9 |

| 1,7 |

| −4,2 |

| −12,7 |

| −16,9 |

| −15,9 |

| −9,5 |

| −2 |

| 4,2 |

| 9,6 |

| 12,7 |

| 11,4 |

| 6,9 |

| 1,7 |

| −4,2 |

| −12,7 |

Die mittlere Durchschnittstemperatur in Easton liegt zwischen −11,3 °C im Januar und 19,0 °C im Juli. Damit ist der Ort gegenüber dem langjährigen Mittel im Winter  um etwa 4 Grad kühler als das Mittel des Bundesstaates Maine, während die Sommertemperaturen dem Durchschnittswert entsprechen. Die tägliche Sonnenscheindauer liegt am unteren Rand des Wertespektrums der USA. In der Wintersaison zwischen Oktober und April fallen im Durchschnitt 226,8 cm Schnee, wobei die Spitzenwerte bei 47,0 cm im Dezember und 51,6 cm im Januar liegen.

## Geschichte
Die Town Easton wurde am 24. Februar 1865 gegründet, zuvor war das Gebiet unter der Bezeichnung Fremont Plantation zu Ehren des Entdeckers und Politikers John C. Frémont bekannt. Ursprünglich ein Township Massachusetts, wurde Easton um 1854 nach Maine übergeben. Noah Barker teilte das Gebiet 1855 auf und danach war es zur Besiedlung frei. Zu den ersten Siedlern gehörte Henry Wilson aus Presque Isle der in einem Blockhaus ab 1847 Schulunterricht erteilte. Zu diesem Zeitpunkt gab es eine Forststraße nach Presque Isle. Die ersten Siedler bezahlten ihr Land, indem sie es urbar machten und eine Straße von Fort Fairfield nach Blaine bauten, welche im Jahr 1856 vermessen wurde und ab 1859 befahrbar war. Um 1865 hatte Easton eine Bevölkerung von etwa 400 Menschen und wurde in dem Jahr zur Town erklärt.

### Einwohnerentwicklung
| Volkszählungsergebnisse – Town of Easton, Maine | Volkszählungsergebnisse – Town of Easton, Maine | Volkszählungsergebnisse – Town of Easton, Maine | Volkszählungsergebnisse – Town of Easton, Maine | Volkszählungsergebnisse – Town of Easton, Maine | Volkszählungsergebnisse – Town of Easton, Maine | Volkszählungsergebnisse – Town of Easton, Maine | Volkszählungsergebnisse – Town of Easton, Maine | Volkszählungsergebnisse – Town of Easton, Maine | Volkszählungsergebnisse – Town of Easton, Maine | Volkszählungsergebnisse – Town of Easton, Maine |
| Jahr                                            | 1800                                            | 1810                                            | 1820                                            | 1830                                            | 1840                                            | 1850                                            | 1860                                            | 1870                                            | 1880                                            | 1890                                            |
| ----------------------------------------------- | ----------------------------------------------- | ----------------------------------------------- | ----------------------------------------------- | ----------------------------------------------- | ----------------------------------------------- | ----------------------------------------------- | ----------------------------------------------- | ----------------------------------------------- | ----------------------------------------------- | ----------------------------------------------- |
| Einwohner                                       |                                                 |                                                 |                                                 |                                                 |                                                 |                                                 | 320                                             | 522                                             | 835                                             | 978                                             |
| Jahr                                            | 1900                                            | 1910                                            | 1920                                            | 1930                                            | 1940                                            | 1950                                            | 1960                                            | 1970                                            | 1980                                            | 1990                                            |
| Einwohner                                       | 1215                                            | 1300                                            | 1451                                            | 1505                                            | 1605                                            | 1664                                            | 1389                                            | 1305                                            | 1305                                            | 1291                                            |
| Jahr                                            | 2000                                            | 2010                                            | 2020                                            | 2030                                            | 2040                                            | 2050                                            | 2060                                            | 2070                                            | 2080                                            | 2090                                            |
| Einwohner                                       | 1249                                            | 1287                                            | 1320                                            |                                                 |                                                 |                                                 |                                                 |                                                 |                                                 |                                                 |

## Wirtschaft und Infrastruktur
Easton ist eine traditionell vorwiegend landwirtschaftlich geprägte Gemeinde. Kartoffeln waren lange Zeit das Hauptprodukt. Ein Versuch, dies durch die Etablierung einer Zuckerrübenfabrik zu verändern scheiterte in den 1970ern sowohl aus wirtschaftlichen Gründen, als auch aus Umweltschutzerwägungen. Heutzutage ist die Kartoffel weiterhin das wichtigste landwirtschaftliche Produkt, es wird aber eine größere Bandbreite von Nahrungsmitteln angebaut, daneben haben Pferdefarmen an Bedeutung gewonnen. Nahrungsmittelverarbeitende Betriebe, wie McCain Foods und die Holzindustrie sind mittlerweile ebenfalls von großer Bedeutung für die wirtschaftliche Situation.

### Verkehr
Durch Easton verläuft in nordsüdlicher Richtung der U.S. Highway 1, dieser wird von der Maine State Route 10 gekreuzt, die in westöstlicher Richtung verläuft. Der nächstgelegene Flughafen befindet sich in Presque Isle.

### Öffentliche Einrichtungen
Easton besitzt keine eigene Bücherei. Die nächstgelegene ist die Mark and Emily Turner Memorial Library in Presque Isle.
In Easton befindet sich kein Krankenhaus oder eine Krankenstation. Nächstgelegene Einrichtungen befinden sich in Carubou und Presque isle.

### Bildung
In Easton befindet sich das Easton School System. Zu den Schulen vor Ort gehört die Easton Elementary School, und die Easton Jr./Sr. High School.